# 鄭亦同
鄭亦同（1904年5月17日—1984年6月1日）原名異，又名衍通，小名嘉超，字亦同，以字行，浙江樂清人，中华民国政治人物，新加坡教授。

## 生平

### 学生领袖
清朝光緒三十年（1904年）四月初三生于樂清县黄华村。经其堂伯郑晓廉（清末廪生、中华民国初年浙江省议员）教育，于1919年秋考入温州浙江省立第十中学（现温州中学）。当时正是五四运动后，鄭亦同也投入反帝运动，宣传抵制日货，查封进港日货，后来还率学生代表赴上海、南京等地学习。当时，浙江省立第十中学有学生组织“醒华学会”，成员有郑异（亦同）、张冲（淮南）、萧铮（练心）、李藩（锐夫）、朱焘（叔华）、臧渭英等人，他们撰文、出刊物，宣传民主革命。郑亦同还在南京开了一次醒华学会学友会，展开“唤起民众，惊醒中华”活动。
自浙江省立第十中学毕业后，1923年秋（一说1922年）考入北京高等師範學校。在校期间加入中國國民黨。当时正值第一次国共合作，他成为北师大和北京的学生运动积极分子。1924年秋，当选为北师大出席北京学联的代表，与邵式平等参加北京国共合作组织和国民党左派组织所领导的活动。
1924年10月，冯玉祥等将领发动首都革命，推翻大总统曹锟，驱逐清逊帝溥仪。郑亦同与同学们支持首都革命。1925年1月，孙中山北上北京，郑亦同与同学们布置演讲会，邀李大钊、汪精卫等来校讲演，宣传中国国民党改组、实行三大政策、召开国民会议的意义。
1926年3月，日本炮轰大沽口，阻挠国民军在天津设防，郑亦同参加3月18日天安门集会及游行，并到铁狮子胡同段祺瑞执政府请愿，经历三一八惨案。惨案后，郑亦同作为北师大学生会代表，与同学徐韫知、张汉辅在校长张贻惠带领下，到政府大院认领北师大同学范士融烈士的血衣，在师生中声讨段祺瑞政府罪行。

### 北伐与清党
三一八惨案后，1926年郑亦同弃学离校，与朱家骅赴广州，郑亦同任中國國民黨中央組織部幹事。不久，被中國國民黨中央黨部派爲江西省特派員。
1927年4月，清党开始。1927年4月11日，浙江省中国国民党右派包围中国国民党浙江省党部、浙江省政府等机构，搜捕中国共产党党员及国民党左派人士，宣中华逃离杭州。4月15日，国民党中央任命萧铮、郑异（鄭亦同）、葛武綮、陈希豪为中央特派员，会同中央政治会议浙江分会派的周祜、姜绍谟、邵元冲来杭州接收中国国民党浙江省党部，以萧铮、郑异、邵元冲为常务委员，成立中国国民党浙江省执行委员会。同年5月13日，国民政府任命“马叙伦、蒋梦麟、陈其采、周佩箴、程振钧、阮性存、朱家骅、蒋中正、邵元冲、徐鼎年、蒋伯诚、陈希豪、周凤岐等20人为浙江省政务委员会委员”。中国国民党浙江省党部电中国国民党中央政治会议、国民政府等，声讨中国共产党。6月20日，国民党中央又派张静江、蔡元培、邵元冲、林森、陈希豪、沈尔乔为常务委员，改组成立中国国民党浙江省改组委员会，厉行清党。
1927年5月5日，南京中国国民党中央执行委员会常务委员会及各部长第八十八次联席会议通过《清党委员原则六条》，指定邓泽如、吴倚沧、曾养甫、何思源、段锡朋、冷欣、郑异（鄭亦同）组织中央清党委员会。

### CC系要人
1927年5月，中国国民党哈尔滨市党部委员兼青年部长张冲在从事秘密党务活动时，遭奉系逮捕入狱。后经中学同学郑亦同等通过蒋介石、陈果夫等营救，最终在东北易帜后于1929年初获释。张冲自此与蒋介石、陈果夫、陈立夫结缘，成为CC系干将。
1927年8月，蒋介石被迫下野。此后南京方面由桂系李宗仁、白崇禧联合李烈钧等人组织的“中央特别委员会”把持。陈果夫便以反对南京“中央特别委员会”为名，召集留在上海的省市党部人员，组成“中央俱乐部”，此为CC系的起源。“中央俱乐部”在上海成立初期，仅三、四十人，以江苏、浙江、山东、山西、南京、上海等省市党部执行委员张强、洪陆东、许绍棣、潘公展、苗培成、马元放、郑异（郑亦同）、萧铮、程天放等为骨干，并拥戴季陶、丁惟汾、陈果夫为领导，负指挥责任。后来各省市党部职员也加入“中央俱乐部”，成员渐达百多人。

### 从留日到抗日
1928年初，鄭亦同任驻日本中国留学生监督，兼日本国民党黨務整理會主任委員。1930年，入英國愛丁堡大學學習市政学。l933年回中国。1933年，鄭亦同主持《政治评论》。曾任任江苏省政府主任秘书。1934年任江苏省南通区行政督察专员兼少将保安司令、南通学院院长。1935年7月任江苏省政府委员。1935年11月当选中国国民党第五届候补中央执行委员。
抗日战争爆发后，任中国国民党中央组织部驻上海代表。抗日战争初期，任国民政府军事委员会第六届苏州办事处主任，主持苏南抗战组织及政治宣传工作。1945年5月当选为中国国民党第六届候补中央执行委员。1945年5月出任中国驻澳大利亚公使。1946年6月到1949年任中国驻伊朗王国大使兼中国驻德黑兰国际法庭代表。

### 新加坡教授
1949年8月，郑亦同自伊朗弃职，偕夫人陈春萼及孩子到香港。当时正值第二次国共内战末期，中国国民党败退台湾，一些政友纷纷来信劝他到台湾从政，被他婉拒，并表示不再任中国国民党候补中央执委。
1950年冬，郑亦同举家迁居新加坡，更名郑衍通，起初任教于中正中学，后任南洋大学国学教授兼图书馆馆长，后兼任训导长，任南洋大学教授20年，1971年退休。新加坡共和国第二任总统薛尔思博士亲授“公共服务勋章”，以褒奖其对教育的贡献。晚年他研究《周易》十多年，著有《周易探原》，1972年在新加坡出版。他在序言中自称“雁荡山人”，并称《周易探原》“自觉颇有创见”。
1979年，他和家乡亲人取得联系，并给亲人去信表示：“平居亦多故国之思，颇欲归去一游。”要家乡亲人将故居、祖坟、家谱拍成照片寄给他。后忧伤成疾，在台湾的老朋友以私人身份邀他到台湾荣民总医院治疗。弥留之际，同乡老友李石心曾到医院探望，并暗示将于近日回大陆，他在病榻上点头目送。1984年6月1日，郑亦同在医院病逝。